# NGC 1597
NGC 1597 este o galaxie lenticulară situată în constelația Eridanul. A fost descoperită în 31 decembrie 1885 de către Ormond Stone⁠(d). Se află la o distanță de 136,32 de megaparseci de Pământ.